# Kasjan (Notis)
Kasjan, imię świeckie Wasilios Notis (ur. 1 sierpnia 1978 w Beyoglou) – grecki duchowny prawosławny w jurysdykcji Patriarchatu Konstantynopola, od 2018 biskup pomocniczy metropolii Chalcedonu, ze stolicą tytularną w Arawissos.

## Życiorys
W 1998 przyjął święcenia diakonatu, a 3 listopada 2011 prezbiteratu. 21 stycznia 2018 otrzymał chirotonię biskupią.